# Gran Canaria
Gran Canaria je španjolski otok i treći po veličini u skupini Kanarskog otočja. Pretežno planinski otok vulkanskog podrijetla prostire se na 1560,1 km2. Na otoku živi 829.597 ljudi. Promjer otoka iznosi oko 50 kilometara i dužinu obale od 236 km. Najviši vrh otoka je Pico de las Nieves s 1.949 metara.

## Gospodarstvo
Godišnje oko 2,2 milijuna ljudi posjeti Gran Canariu, posebice turističke centre na jugu otoka s gradovima Maspalomas, Playa del Inglés i San Agustin. Posebno turistima iz srednje europe i sjeverno europskih zemalja Gran Canaria zbog blage zime je popularno turističko odredište. 
Na vrlo plodnom tlu uzgajaju se banane, šećerna trska, agrumi, bademi, rajčice, duhan, vinova loza i žitarice. 

## Priroda
Otočna fauna i flora je jedinstvena jer Kanarski otoci nikada nisu bili povezani s kopnom. Gran Canaria je geološki najstariji dio arhipelaga. Unutrašnjosti je planinska. Na južnoj strani otoka se nalaze pješčane dine - zaštićeni prirodni rezervat Dunas de Maspalomas.

## Galerija
- Dunas Maspalomas
- Unutrašnjost
- Zapadna obala
- Palmitos park

## Vanjske poveznice
|  | Zajednički poslužitelj ima još gradiva o temi Gran Canaria |

- Cabildo de Gran Canaria - Webstranica otoka